# Phiambolia gydouwensis
Phiambolia gydouwensis är en isörtsväxtart som först beskrevs av Harriet Margaret Louisa Bolus, och fick sitt nu gällande namn av Klak. Phiambolia gydouwensis ingår i släktet Phiambolia och familjen isörtsväxter. Inga underarter finns listade i Catalogue of Life.